# Čelovce, Veľký Krtíš
Čelovce este o comună slovacă, aflată în districtul Veľký Krtíš din regiunea Banská Bystrica, pe malul râului Veľký potok⁠(d). Localitatea se află la altitudinea de 346 m deasupra n.m., se întinde pe o suprafață de 36,82 km2 și în 2017 număra 437 de locuitori.

## Istoric
Localitatea Čelovce este atestată documentar din 1295.

## Demografie
| An:                | 1994 | 2004    | 2014   | 2024   |
| ------------------ | ---- | ------- | ------ | ------ |
| Număr de persoane: | 367  | 442     | 447    | 418    |
| Diferență:         |      | +20,43% | +1,13% | −6,48% |

| An:                | 2023 | 2024   |
| ------------------ | ---- | ------ |
| Număr de persoane: | 424  | 418    |
| Diferență:         |      | −1,41% |